# Kaperdalen Samemuseum
Kaperdalen Samemuseum är ett norskt friluftsmuseum på ön Senja i Senja kommun i Troms fylke i norra Norge. Det ingår i Midt-Troms Museum.
I Kaperdalen finns två boplatser för bofasta samer, som etablerats tidigt efter sekelskiftet 1800/1900. Dessa är de bäst bevarade boplatserna för bofasta samer i Norge. Kaperdalen var den sista boplatsen som samerna tog i bruk på Senja. Den viktigaste av de två enskilda boplatserna ligger nere i själva Kaperdalen. I en uthuggning i skogen på platt mark står kåtorna, varifrån en stig för upp till det björnide som användes som jordkällare för förvaring av potatis. 
Från boplatsen nere i Kaperdalen går en annan stig en knapp kilometer upp till den andra boplatsen i Øver-Kaperdalen. Här står idag en traditionell samekåta efter andra bofasta samer som slog sig ned i Kaperdalen.
Det var ättlingar till svenska renskötande samer som först slog sig ned och blev bofasta vid den norska kusten vid slutet av 1700-talet. I dessa områden, som var utmarker i förhållande till gårdarna vid kusten, skapade de en livsmiljö som var baserat på jordbruk, säsongfiske och utnyttjande av resurser i skog, berg, älvar och sjöar. Först ordnades boplatsen i Øver-Kaperdalen, och efter hand anlades också boplatsen i Ner-Kaperdalen.
Som mest hade samerna i Kaperdalen fyra kor, samt några getter och får, fördelade på de två boplatserna. Nere i Kaperdalselva kunde de hela året hämta vatten, vilket aldrig frös till.
Torvhusen är uppförda av material från Kaperdalen och är byggda som kåtor med en stomme av björk, med isolering på taket med näver och torvtäckning. Det är tillbyggt med ett avträde och uthus med väggar klädda med näver. Vedskjulet och getladugården, som också är ett torvhus, har väggar av björkris.
Den siste bosatta personen i Kaperdalen var Nikolai Olsen Kaperdal (1905-1986). 